# ژانگ یونسونگ
ژانگ یونسونگ (انگلیسی: Zhang Yunsong؛ زادهٔ ۲۰ مارس ۱۹۷۷) بازیکن بسکتبال اهل چین بود.
از باشگاه‌هایی که در آن بازی کرده‌است می‌توان به باشگاه بسکتبال بایی راکتس اشاره کرد.